# Tirà diademat de D'Orbigny
El tirà diademat de D'Orbigny (Ochthoeca oenanthoides) és un ocell de la família dels tirànids (Tyrannidae).

## Hàbitat i distribució
Habita zones arbustives, valls amb boscos prop de corrents fluvials dels Andes des del Perú, cap al sud, fins l'extrem nord-oest de Xile, centre i sud de Bolívia i nord-oest de l'Argentina.